# Баотоу Наньцзяо
«Баотоу Наньцзяо» (кит. 包头南郊) — китайский футбольный клуб из Баотоу, выступающий в третьей по значимости китайской лиге.

## История клуба
Команда была организована 5 мая 1998 года, первоначально принимала участие в региональных турнирах. В 2012 году команда попала в Любительскую лигу Китая, команды из которой могли получить повышение в классе и принять участие в розыгрыше второй лиги. В первом сезоне смогла занять в любительской лиге седьмое место. После этого командой заинтересовалось местное спортивное бюро Баотоу. В 2014 году в команду пришли инвестиции, она смогла принять участие в розыгрыше Кубка КФА 2014 года. Однако уже в первом раунде команда потерпела домашнее поражение от «Гуйчжоу Чжичэн» со счётом 1–3. Власти продолжали поддерживать команду и помогли «Баотоу Наньцзяо» официально получить профессиональный статус 25 января 2015 года, что позволило команде принять участие в розыгрыше Второй лиги 2015 года.
В январе 2019 года команда была переименована в Иннер Монголия Цаошанфэй.

## Изменение названия
- 2015–2018 Баотоу Наньцзяо (包头南郊)
- 2019– Иннер Монголия Цаошанфэй (内蒙古草上飞)